# Iglesia de San Nicola dei Prefetti
San Nicola dei Prefetti o Iglesia de San Nicolás de los Prefetti, ampliamente conocida como San Nicola ai Prefetti, es una iglesia de Roma, Italia, ubicada en Rione Campo Marzio, en Via dei Prefetti. Está dedicado a San Nicolás de Bari.
Es una iglesia anexa a la parroquia de San Lorenzo en Lucina.

## Historia
La iglesia, según la tradición, es muy antigua, posiblemente de la época del Papa Zacarías (r. 741 – 752).
Ya era conocido a finales del siglo XII con el título de San Nicola de Prefecto (nombre con el que aparece en el Catalogo di Cencio Camerario, de 1192, en referencia al vecino palacio de los Prefetti di Vico (moderno Palazzo Firenze), familia que, en manuscritos antiguos es llamada "dei Prefetti" ("de los alcaldes"), porque asumió el cargo de alcalde de Roma, desde Pietro de Vico (1297) hasta Giacomo di Vico (1485).
En 1524, São Caetano obtuvo un breve que legitimó la cofradía, fundando la orden de los Clérigos Regulares Teatinos. La comunidad eligió su propia iglesia, San Nicola ai Prefetti, que era una pequeña iglesia parroquial dirigida por clérigos seculares, sólo para abandonarla tres años después durante el saqueo de Roma.
En 1567, el Papa Pío V cedió la iglesia a los sacerdotes dominicos de Santa Sabina, quienes iniciaron la reconstrucción del edificio, incluido el interior del nuevo convento. Las obras comenzaron en 1582 y continuaron lentamente hasta 1730. A mediados del siglo XIX, una nueva restauración supuso la renovación del presbiterio y una nueva decoración interior. En 1927, la iglesia fue entregada a los Misioneros Oblatos de María Inmaculada.

## Descripción
La fachada de la iglesia está hoy incorporada a la del convento e incluye un medallón de estuco del Beato Pío V (beatificado en 1672 y canonizado en 1712).
El interior consta de una sola nave, cubierta por bóveda de cañón y dos altares laterales. Conserva un fresco del siglo XVIII de Giacomo Triga, "Gloria de San Nicolás de Bari". Para financiar la reconstrucción de la iglesia, los dominicos vendieron un precioso cuadro de Guido Reni, " La Virgen con el Niño ". En el altar mayor se encuentra una imagen de Nuestra Señora llamada "Mater misericordiae", que, según la tradición, al igual que los otros 24 iconos marianos de la ciudad, movió sus ojos entre 1796 y 1797 y fue depositada en la iglesia en 1854.